# ザ・フラットヘッド
ザ・フラットヘッド (The Flat Head) は長野県千曲市に本社を立地している日本のアメリカンカジュアルウェアブランド。

## 概要
- 1996年創業。株式会社フラットヘッドはザ・フラットヘッド (The Flat Head) というブランド名で、第二次世界大戦後、1950年代のアメリカンカルチャーを基として、「今と過去の融合」をテーマに衣料品の企画製造・販売を行っている。フラットヘッドではテーマのようなレーベルを展開している。現在では、フラットヘッド (The Flat Head) 、アールジェイビー (R.J.B) 、クラブレーベル (Club Label) 、MKレーベル (MK Label)、ハードバード(Hard Bird)等 がある[1]。フラットヘッド (The Flat Head)の特徴としては、ブランドロゴにフライングホイールを掲げている。

- また、手掛ける衣類は全て国内生産で、「メイド・イン・ジャパン」にこだわった高品質の衣類を提供しているたとえば、Tシャツは20番糸による3本針縫製を採用しており、極めて強度が高く、長期に渡って使用しても首回りがヨレヨレになることもなく、経年変化を楽しみながらも、安心して利用することができる[2][3][4][5]。また、鹿革のレザーパンツは牛等と比べて鹿の体格が小さいことから1枚革でのレザーパンツは不可能とされてきたが、フラットヘットでは藤岡勇吉本店とのコラボでこれを可能にした[6]。一枚皮として使えるような大きな鹿は全体の一割程度、その中で傷などがないものがさらに一割程度であり、極めて希少な鹿革といえる[5]。このような世界で誰もやっていないアパレル製品を世界に発信することをコーポレートアイデンティティとしている。

- 国内生産にこだわる理由として、初代社長の小林昌良は、「日本には世界的にも稀な高度な職人技がアパレル産業にも数多く存在しているにもかかわらず、安価な労働力を求めて海外生産がこのまま進行していけば、国内の貴重な職人技が消滅してしまう可能性が高い。一度失われた職人技を再び復活させることは容易ではない。このような職人技を後世に残していきたい。そのためにはより高付加価値な製品が必要であり、より質が高く、長期にわたって楽しめる製品を作り続け、高度な職人技を活かしたアパレル製造が若者にとって魅力のあるビジネスとなるようにしなければならない。高度な職人技の後継者育成にも貢献したい。」と述べている[7]。その結果、例えば藤岡勇吉本店等では、高度な職人技に憧れて入社を希望する若者が増えているという。

- 国内生産にこだわりを持つだけに止まらず、本社所在地である長野県で可能な限り原料調達や製造を行うこともこころがけており、Tシャツは長野県安曇野市、そして財布などの皮革製品は長野県千曲市に拠点がある[8]。

- また、長野県岡谷市は岡谷蚕糸博物館でも知られるように、歴史的に蚕糸の名産地であった。このため、「岡谷の絹糸で、洗って使えるシルクのTシャツを作りたい」との計画を持っており、「かつて地域にあった養蚕を復活させ、もう一度長野の産業として広がることを願っている」という。養蚕業・絹糸は「外貨獲得産業」として、明治期には日本の近代化（富国強兵）の礎を築いたことが知られているが、現在では安価な輸入品のため、高品質にもかかわらず産業としてかつてほどの勢いはなく[9]、長野県の産業振興・地域振興としてもその再考と発展が期待される。Made In Japanのみならず、Made In Naganoを世界に発信することも社是としている[8]。

- アパレル製造のみならず、関連会社の株式会社グローバルユニットでは、長野県産の食材にこだわったGoogie's Cafeというレストラン経営[10] や地元の果物を活用したフローズンヨーグルト店の軽井沢フローズンベリー[11] を展開していた。このように地元長野県への貢献も大きいアパレルブランドである[12]。また、長野県埴科郡坂城町出身の版画家である小松美羽デザインの製品も販売している[13]。

- さらにエレキギター、アコースティックギター、真空管オーディオアンプも地元長野の企業との連携で販売している[14][15]。

- 令和元年8月28日、グループ会社２社を含め約16億8900万円負債を負い東京地方裁判所へ民事再生法を申請した[16]。
- 令和元年11月21日付で、株式会社レッドマジックとの間で吸収分割契約を締結し、株式会社レッドマジックの完全子会社であるシリウスパートナーズ株式会社が新たに設立した「株式会社フラットヘッド・ネクスト」に対し「ザ・フラットヘッド」ブランドを譲渡した。

## ジーンズ
ザ・フラットヘッド (The Flat Head) のジーンズは有名で、テーマ別に数多くのジーンズを生産している。フロンティアシリーズ、パイオニアシリーズ、エクシードシリーズ、フューチャーシリーズ、ブラックデニムシリーズなどがある。中でもパイオニアシリーズは、フラッドヘッドを代表するモデル Lot.3005 も含まれており、1940年代以前の染色、1940 - 1950年代の縫製、1960年代の縦落ちの強い色落ちといった各年代のヴィンテージジーンズの良さを合わせ持ち、かつ、現代の日本人の体型を考慮したシルエットを融合させたシリーズである。

### パイオニアシリーズ
パイオニアシリーズはフラットヘッドを代表するシリーズであり、その名の示す通りフラットヘッドジーンズのパイオニア的存在である。特徴としては、1940年代以前の染色、1940 - 1950年代の縫製、1960年代の縦落ちの強い色落ちといった各年代のヴィンテージジーンズの良さを合わせ持った仕様である。また、股上をやや浅く設定し、腰周りのもたつきを抑えた現代の日本人の体型を考慮したシルエットである。
- 代表的なモデル

Lot.3005 - 14.5oz デニム。ストレート。フラットヘッドを代表するモデル。
Lot.Z3005 - Lot.3005 のジッパーフライモデル。フラットヘッド生誕12周年を記念した限定モデルである。
Lot.3007 - 14.5oz デニム。ブーツカット。
※300x番台は全て、独特の縦落ちと色落ちのメリハリが強い生地を使用している。ロットナンバーの末尾に「 C 」が付くと加工モデルとなる。

### フロンティアシリーズ
フロンティアシリーズは、フラットヘッドジーンズの自由と開拓の精神が込められたシリーズである。アシンメトリーのバックポケット、飾りステッチが特徴。
- 代表的なモデル

Lot.F310 - 14.5oz デニム。タイトストレート。
Lot.F350 - 14.5oz デニム。ストレート。
Lot.F370 - 14.5oz デニム。ブーツカット。
Lot.F380 - 14.5oz デニム。ナローストレート。

### エクシードシリーズ
エクシードシリーズは、フラットヘッドジーンズの中で最も耐久性に富んだシリーズである。
- 代表的なモデル

Lot.1005 - 16oz デニム。ストレート。
Lot.1007 - 16oz デニム。ブーツカット。
Lot.1015 - 16oz デニム。バイカーズストレート。
Lot.1017 - 16oz デニム。バイカーズブーツカット。

## 姉妹ブランド
姉妹ブランドとして、アイビースタイルを提案した Googies（グーギーズ）、ロカビリースタイルを提案した R.J.B（アールジェイビー）がある。2013年にはDJドラゴン、武田真治とコラボでHARD BIRDブランドを立ち上げた。